# Szürkehasú cinege
A szürkehasú cinege (Parus griseiventris) a verébalakúak (Passeriformes) rendjébe, ezen belül a cinegefélék (Paridae) családjába tartozó kis termetű, 14-15 centiméter hosszú madárfaj.
Angola, a Kongói Demokratikus Köztársaság, Malawi, Mozambik, Tanzánia, Zambia és Zimbabwe szubtrópusi és trópusi száraz, erdős-szavannás területein él. Időnként közös csoportot alkot az akáciacinegével. Többnyire rovarokkal táplálkozik. Faodúkban fészkel, augusztustól decemberig költ. A nőstény 3-5 tojást rak le, melyeket a pár felváltva költ.

## Külső hivatkozások
- Parus griseiventris Archiválva 2017. április 21-i dátummal a Wayback Machine-ben
- Parus griseiventris
- Parus griseiventris